# Валя-Маре (Колонешть, Бакеу)
Валя-Маре (рум. Valea Mare) — село у повіті Бакеу в Румунії. Входить до складу комуни Колонешть.
Село розташоване на відстані 259 км на північ від Бухареста, 26 км на схід від Бакеу, 64 км на південний захід від Ясс, 145 км на північний захід від Галаца.

## Населення
За даними перепису населення 2002 року у селі проживали 155 осіб, усі — румуни. Усі жителі села рідною мовою назвали румунську.